# Petr Scháněl
Petr Scháněl (* 15. ledna 1978) je český grafik, pedagog a typograf.

## Život
Petr Scháněl absolvoval SUŠG Jihlava. Pracuje jako pedagog na grafickém designu pardubické školy GRACE. Vytváří loga, grafické návrhy a úpravy tiskovin pro různé neziskové organizace. Je autorem loga pro Galerii Dvojdomek v Heřmanově Městci. S Janou Vincencovou spolupracuje na vizuální podobě a grafických úpravách akcí a tiskovin Klubu Konkretistů KK3.

## Projekty
Petr Scháněl spolupracoval na řadě výstav v galerii amb v Gočárově Sboru kněze Ambrože v Hradci Králové. Spolupracuje s galeriemi a muzei: Galerie města Pardubic, Východočeské muzeum v Pardubicích, Regionální muzeum v Chrudimi. Podílel se na vizuální podobě výstav O sportu, O umění válečném nebo na výstavě kolegy z Klubu konkretistů KK3 Jaroslava Jebavého Nic než kruhy v Galerii města Pardubic. Nebo na výstavách v Galerii Dvojdomek v Heřmanově Městci – Marek Rejent Bez peří, Pavel Doskočil Samomluvy, Jan Adamec Otevřeno, Štěpán Bartoš Židovské památky Pardubického kraje, Adolf Lachman V Mechoparku. Nejvýznamnější je ovšem jeho práce s vizuálními znaky a kódy racionálního umění pro Klub konkretistů KK3. A pro aktivity Klubu, jakými jsou Artienále, Nábřeží malířů a Konkrétní podzim.